# Konstantyn (Buggan)
Konstantyn, imię świeckie Theodor Buggan (ur. 29 czerwca 1936 w Pittsburghu, zm. 21 maja 2012) – amerykański biskup prawosławny, z pochodzenia Ukrainiec, zwierzchnik Ukraińskiego Kościoła Prawosławnego Stanów Zjednoczonych w latach 1993–2012.

## Życiorys
Pochodził z rodziny Stanleya i Catherine Bugganów, z pochodzenia Ukraińców, żyjących w Stanach Zjednoczonych. Ukończył studia teologiczne w Kolegium św. Andrzeja w Winnipeg, uczelni Ukraińskiego Kościoła Prawosławnego Kanady (1959). Następnie studiował na uniwersytecie w Pittsburghu i w prawosławnym seminarium św. Włodzimierza w Nowym Jorku. W 1967 został wyświęcony na diakona przez arcybiskupa Mścisława (Skrypnyka), a następnie na kapłana przez metropolitę Jana (Teodorowicza). Służył w etnicznie ukraińskich parafiach św. Włodzimierza w Chicago i św. Mikołaja w Troy. W 1971 złożył wieczyste śluby mnisze, przyjmując imię Konstantyn. 7 maja 1972 metropolita Mścisław, zwierzchnik ówcześnie niekanonicznego Ukraińskiego Kościoła Prawosławnego Stanów Zjednoczonych, wyświęcił go na biskupa Chicago. W 1993, po śmierci Mścisława, biskup Konstantyn został nowym zwierzchnikiem Kościoła. Od 1994 był również honorowym zwierzchnikiem Ukraińskiego Autokefalicznego Kościoła Prawosławnego w Diasporze. W latach 1995–1996 kierowana przez niego administratura uznała zwierzchnictwo Patriarchatu Konstantynopolitańskiego, stając się kanonicznym Kościołem na prawach autonomii. Metropolita Konstantyn przyjął tytuł metropolity Irinoupolis.
Zgodnie z testamentem zwierzchnika niekanonicznego Ukraińskiego Autokefalicznego Kościoła Prawosławnego Dymitra (Jaremy), metropolita Konstantyn w 2000 został mianowany duchowym zwierzchnikiem tegoż Kościoła. We wrześniu tego samego roku Konstantyn mianował arcybiskupa charkowskiego i połtawskiego (jurysdykcja UAKP) Igora swoim przedstawicielem na Ukrainie.
Zmarł w maju 2012 po kilkutygodniowej chorobie.